# Murvica Gornja
Murvica Gornja je naselje u sastavu Općine Poličnik, u Zadarskoj županiji.

## Stanovništvo
Prema popisu iz 2011. naselje je imalo 253 stanovnika.

| broj stanovnika | 253   | 216   |
|                 | 2011. | 2021. |